# 糙海参
糙海参（学名：Holothuria scabra）为海参科海参属的动物，俗名明玉参、沙参、白参。

## 分佈
本物種廣泛分佈於印度洋-太平洋海域，西从纳塔耳港到红海、向东到加罗林群岛、斐济群岛、向北到日本、向南到澳大利亚以及中国大陆的广西、广东、海南等地，该物种的模式产地在印度尼西亚。
棲息於有柔軟沉積物的淺海，一般生活于岸礁边缘以及潮流强和海草多的沙底。

## 寄生物種
蟲紋細潛魚（Encheliophis vermicularis）是一種會在糙海参體內寄生的魚類：每隻被寄生的海參體內都會有雌雄一對的寄生魚。

## 外部連結
- 維基物種上的相關：糙海参